# V sporte tolko devushki
V sporte tolko devushki, conosciuto anche con il titolo internazionale Some Like It Cold, è un film del 2014 diretto da Evgeniy Nevskiy.
La pellicola è liberamente ispirata alla commedia del 1959 A qualcuno piace caldo, della quale si può considerare un rifacimento.

## Trama
Tre studenti diciottenni (Mika, Kit e Swift), iscritti a una prestigiosa università, scoprono dei segreti compromettenti riguardanti il loro preside. Quest'ultimo si accorge tuttavia di essere spiato e, preoccupato da un eventuale ricatto, fa dare loro la caccia da alcuni suoi fidati scagnozzi. Poiché lo scopo del preside è vendicarsi dell'affronto e successivamente uccidere i "testimoni", i tre ragazzi si travestono da donne e, essendo appassionati di sport estremi, fuggono insieme alle giovani della Nazionale femminile di sci alpino. I ragazzi partecipano così alle Olimpiadi, dove tuttavia giungono anche i loro inseguitori…

## Distribuzione
In Russia, la pellicola è stata distribuita a partire dal 6 febbraio 2014; essa è conosciuta anche con il suo titolo internazionale, Some Like It Cold, palese riferimento alla celebre commedia A qualcuno piace caldo (Some Like It Hot).

## Seguito
Nel 2019 la pellicola ha avuto un seguito ambientato in Messico, dal titolo Devushki byvayut raznye.